# 餘燼

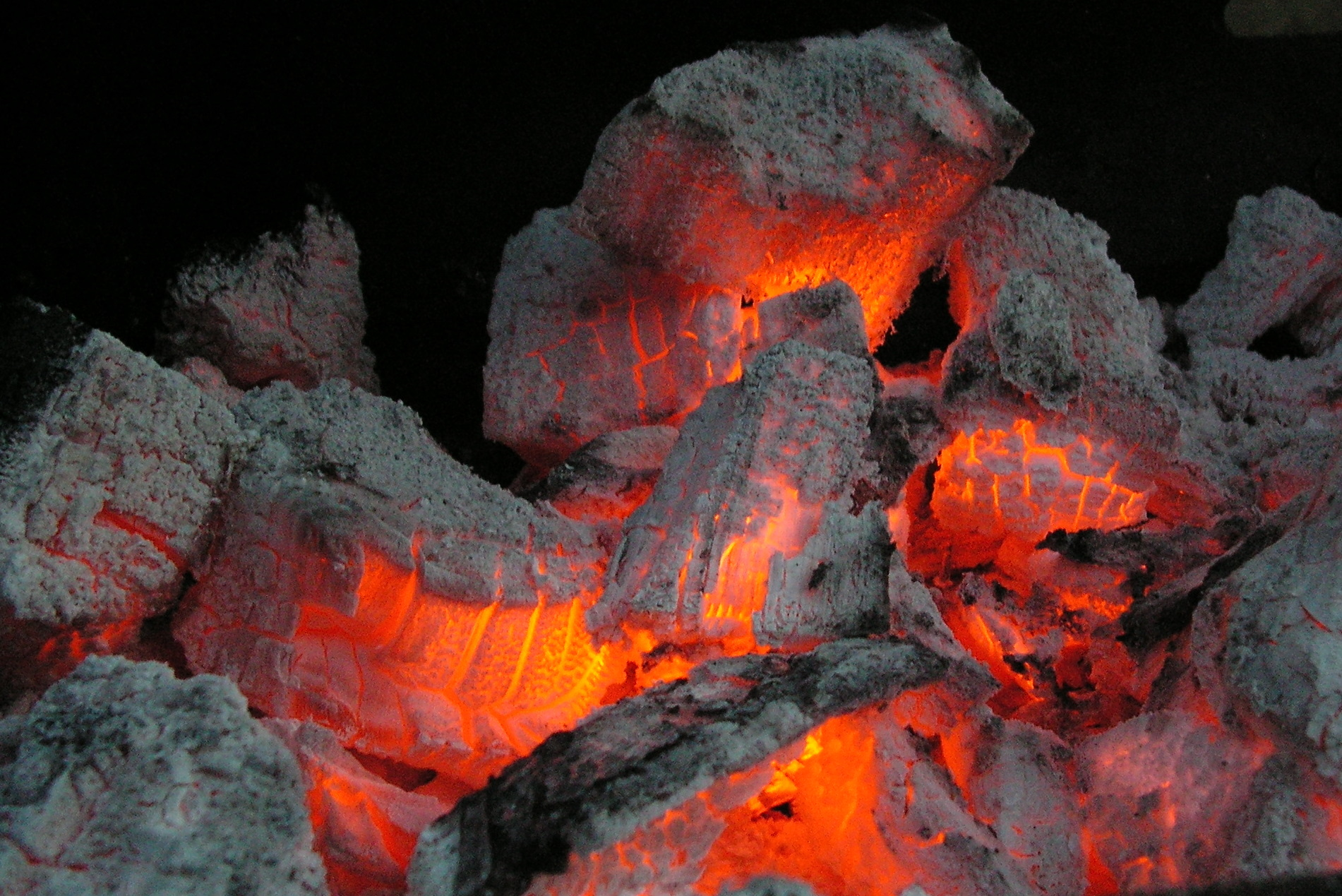
燒烤過後，煤碳條的餘燼在悶燒

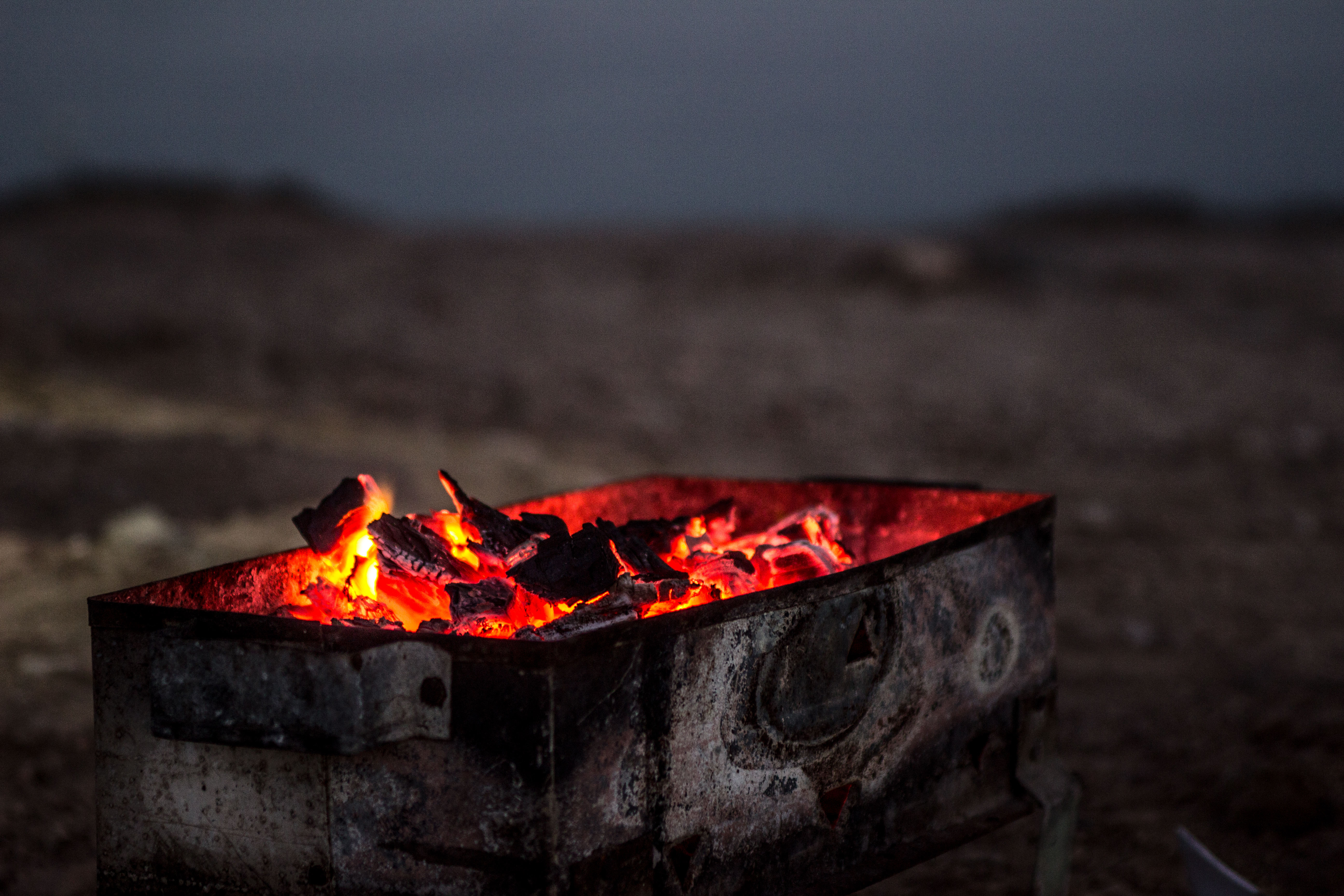
煮食用煤碳的餘燼

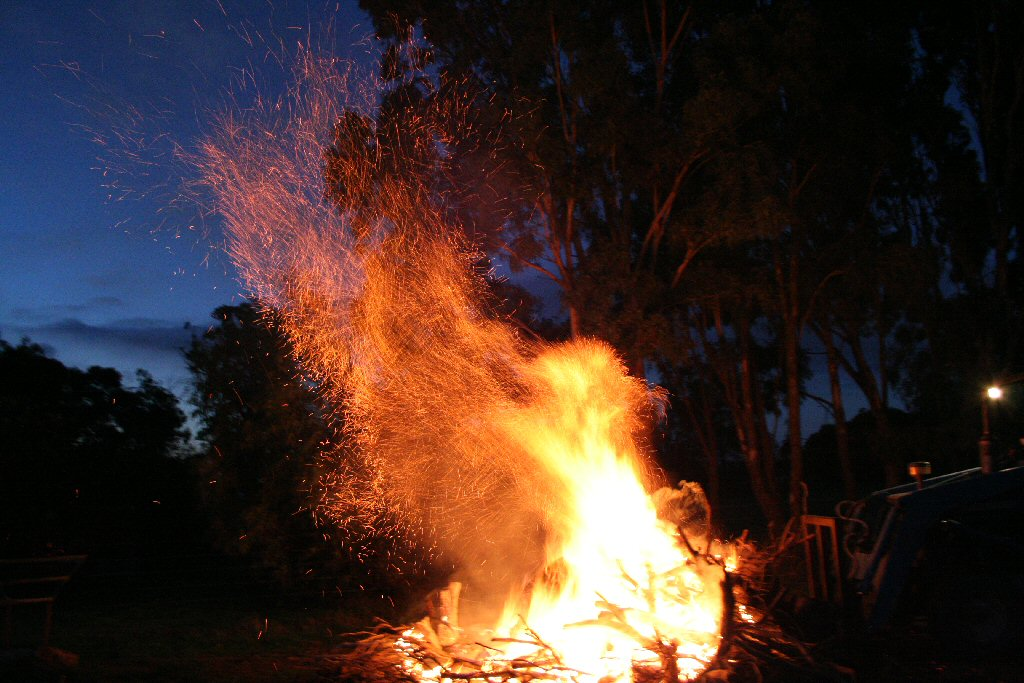
篝火上空的餘燼被風揚起

餘燼（英語：Ember），指餘燄未盡的火。A类火固体有机物质燃烧的火，通常燃烧后会形成炽热的余烬（如木材、纸张、纺织品等）。

## 火災
清明节扫墓祭祖，上香、烧纸钱、放鞭炮等现象比比皆是。每年清明节时期，中国因烧纸不慎、余烬飞火等引发的火灾事故达上千起。

## 文學
钱钟书曾被誤引一句＂星星不灭余烬火,寸寸难燃溺后灰＂，其中＂不灭余烬火＂系＂未熄焚余火＂之误。出自钟书先生的七律《阅世》，写于1989年,后收入先生的诗集《槐聚诗存》。

## 引用文獻
1. ↑  康鸿翔. . 劳动保护. 2002年, (11)  [2020-06-11]. （原始内容存档于2020-06-11）. （页面存档备份，存于）
2. ↑  佟欣. . 消防与生活. 2012年  [2020-06-11]. （原始内容存档于2020-06-11）. （页面存档备份，存于）
3. ↑  赖海晏. . 炎黄春秋. 2014年, (第12期).